# Hemipterodes camma
Hemipterodes camma là một loài bướm đêm trong họ Geometridae.